# 蒋燕萍
蒋燕萍（1959年—），湖南茶陵人，1976年，茶陵一中高中毕业下乡，后进入中国大型军工企业——湘潭江麓机器厂当工人，后调入长沙，由于成绩突出，担任湖南建设工程集团党委书记兼副总经理。曾在中央党校青年干部班学习，内定为中央十六大代表。媒体报导，蒋燕萍是三湘女巨贪。被判死缓。